# 老砦乡
老砦乡是中国山东省济宁市鱼台县下辖的一个乡。

## 行政区划
老砦乡下辖后六村、老西村、许楼村、盛庄村、城东村、城西村、后姚村、仁南村、仁北村、东里东村、东里西村、双合村、独山村、四合村、小砦村、刘寨村、晁庄村、魏庄村、老东村、边庄村、张埝村、沙河村、前六村、义和村、老北村、闫集村、李集村、王庄村。